# 弗兰克福黄蜂
弗兰克福黄蜂（英語：Frankford Yellow Jackets）是一支已解散的美式橄榄球职业球队，历史最早可以追溯至1899年，在1924年至1931年间是NFL的成员球队。球队曾获得1926赛季NFL的冠军，惟因财政问题在1931年停止运作。

## 球队历史

### 早期

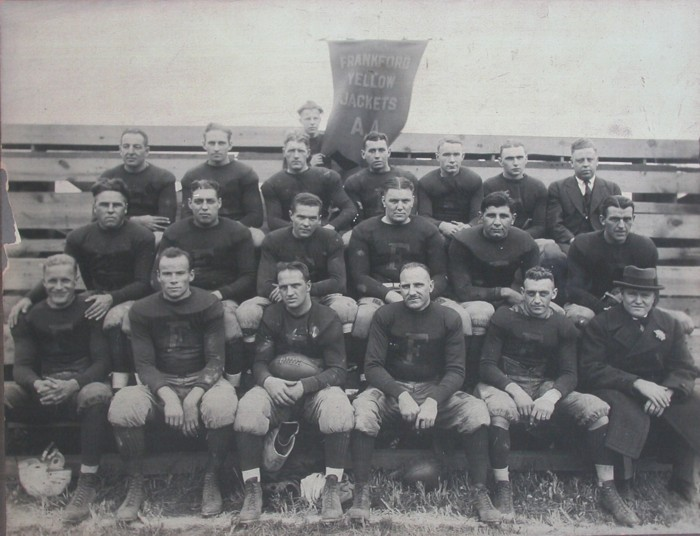
弗兰克福黄蜂1922赛季全队合影

弗兰克福黄蜂的历史可以追溯到1899年成立于费城的弗兰克福运动协会，这是一家由当地居民和企业组成的非营利组织，旗下的队伍包括棒球队、足球队和美式橄榄球队。这些球队会与当地其他的业余球队进行比赛，所带来的收益都捐赠给了当地的慈善机构，包括弗兰克福医院、托儿所、当地童子军和退伍军人协会等等。随着职业橄榄球的普及，弗兰克福运动协会逐渐采用“黄蜂”（yellow jackets）作为球队的名称，并逐渐成为宾夕法尼亚州最出色的球队之一。1922年至1923年间，弗兰克福黄蜂与NFL的球队进行了9场比赛，共取得6胜2负1平的成绩，这使得黄蜂在1924年正式收到了加入NFL的邀请。

### NFL时期

#### 1924赛季
1924赛季，弗兰克福黄蜂正式加入NFL，并在揭幕战中以21-0大胜对手罗切斯特杰弗逊。黄蜂队的主场位于费城东北部的弗兰克福体育场，该球场耗资10万美元，于1923年落成。由于宾夕法尼亚州的法律规定，弗兰克福黄蜂只能在周六安排主场比赛，而NFL中的大多数球队都在周日比赛，因此他们不得不克服舟车劳顿，在周六的主场比赛结束后乘坐火车前往另一个州进行客场比赛。1924赛季，弗兰克福黄蜂最终取得了11胜2负1平的成绩，比其他任何一支NFL球队的胜场数都要更多，但由于当时的排名是以胜率为基础的，他们在周日客场所遭遇的两场失利使他们在总排名上低于克利夫兰牛头犬和芝加哥熊，最终位列第三位。

#### 1925赛季
1925年，球队签下了盖伊·张伯伦担任球员兼教练，这对球队的发展起到了极大的推动作用。张伯伦率领的黄蜂队在赛季伊始势如破竹，前10场比赛赢了9场。然而，每周末高强度的两场背靠背比赛让球队在赛季中期遭遇了伤病困扰。之后的8场比赛中，黄蜂输掉了其中的6场，包括以0-49的比分惨败给NFL新军、同样来自宾夕法尼亚州的波茨维尔栗色，后者也是弗兰克福黄蜂在联盟中的直接竞争对手。波茨维尔栗色赛季表现出色，一度有机会获得NFL冠军，但在12月12日栗色队与圣母大学爱尔兰战士美式橄榄球队在费城举行了一场表演赛后，弗兰克福黄蜂立刻向联盟提出指控，称栗色队未经许可侵犯了他们的“特许经营范围”。NFL派员介入并暂停了栗色队的参赛资格，芝加哥红雀从而轻松夺冠。弗兰克福黄蜂最终以13胜7负的战绩结束了这一赛季。

#### 1926赛季

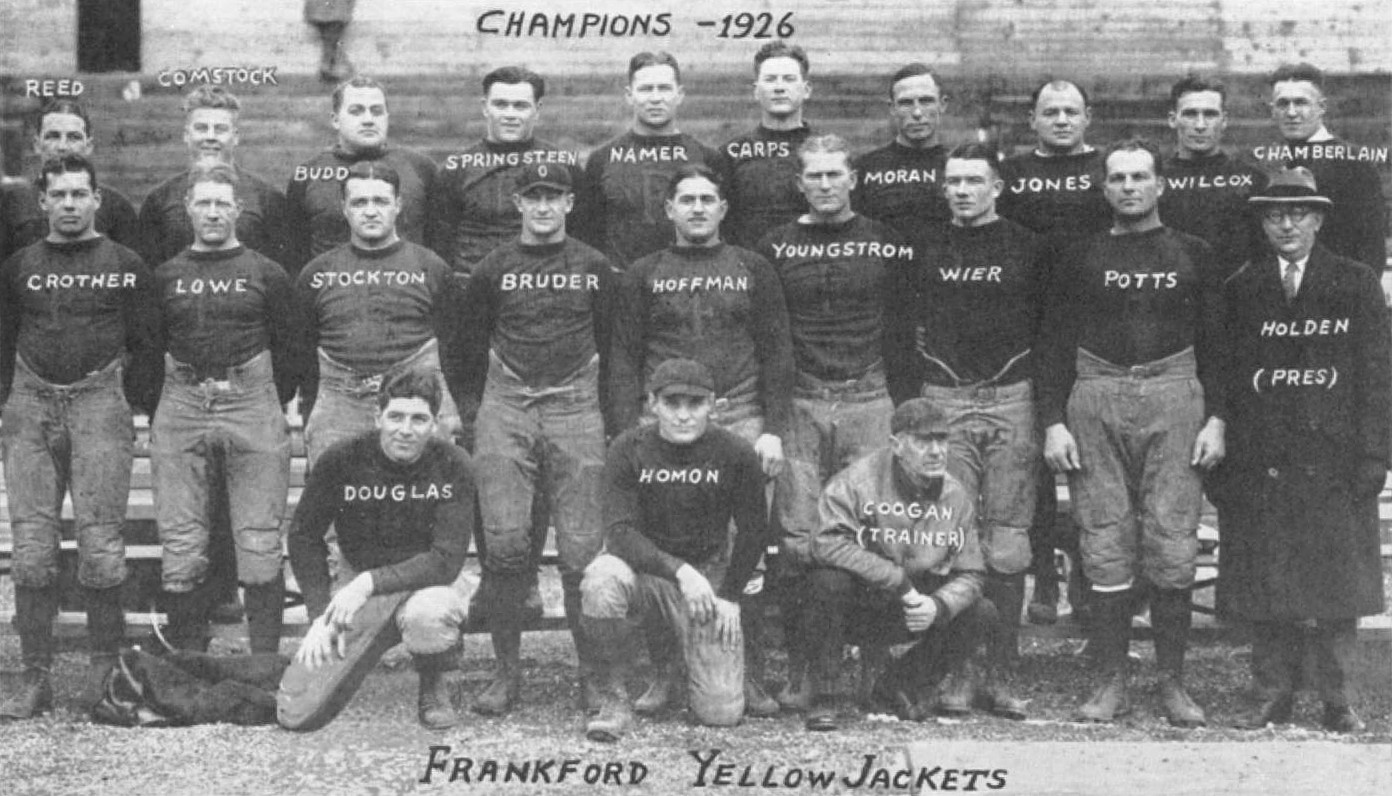
弗兰克福黄蜂1926赛季全队合影

弗兰克福第三个NFL赛季的开局并不顺利，但他们迅速调整状态，并依靠11月的一波五连胜进入了冠军争夺行列。12月4日，弗兰克福黄蜂在主场7-6险胜芝加哥熊，荣膺队史首个NFL冠军的同时，也送给对手本赛季唯一一场失利。这场比赛中，芝加哥熊原先已经取得了6-0的领先，但盖伊·张伯伦成功封堵住了对手的附加分。在比赛还有几分钟就要结束之际，面对一次4档3码的进攻，球队四分卫休斯顿·斯托克顿成功传出达阵，将比分扳为6-6平，并成功命中附加分，绝杀对手。弗兰克福黄蜂最终以14胜1负2平的战绩结束1926赛季，其中11场零封对手。在旧金山49人于1984赛季取得15胜1平的战绩之前，弗兰克福黄蜂一直保持着单赛季最多胜场的纪录。

#### 1927赛季
1927年，盖伊·张伯伦离开了球队，弗兰克福黄蜂聘请了查理·莫兰担任球队的新任主帅。赛季初期，黄蜂一负一平表现不佳。雪上加霜的是，查理·莫兰不得不离队担任世界大赛的棒球裁判，黄蜂也由此遭遇了一波四连败，战绩降至2胜5负1平。查理·莫兰随之下课，球员兼教练艾德·维尔担任主帅。黄蜂在本赛季余下的比赛中恢复了水准，但已无力争夺更高排名，球队最终以6胜9负3平完赛。值得一提的是，黄蜂在本赛季从古巴签下了路·莫利内特，后者是NFL第一名拉丁美洲球员。

#### 1928赛季
1928赛季，艾德·维尔继续担任球队主帅，黄蜂开局取得了三连胜的出色战绩，并依靠着后续的优异表现成功进入冠军争夺战。在与普罗维登斯蒸汽压路机的两场背靠背比赛中，弗兰克福黄蜂主场与对手6-6战平，但在客场以0-6失利。普罗维登斯蒸汽压路机最终在仅负一场的情况下夺得了当赛季NFL的桂冠，黄蜂则以11胜3负2平的战绩获得亚军。

#### 1929赛季
1929赛季，弗兰克福黄蜂在球队主帅布尔·贝曼的执教下仍然保持着较高的竞技水准，但10月中旬的低迷表现让他们失去了挑战冠军头衔的资格。球队0-0逼平了强大的绿湾包装工，这也是后者在这一不败冠军赛季唯一一场未能收获胜利的比赛。黄蜂队最终以10胜4负5平完赛，排名第三。

#### 1930赛季
1930年，股市崩盘和随之而来的大萧条重创了弗兰克福黄蜂，许多顶尖球员离开了球队，球队的战绩也随之一落千丈。开局两连胜之后，球队遭遇了八轮不胜的窘境。弗兰克福黄蜂随后收购了大量来自明尼苏达红蜂的球员（但尚没有明确证据证明当时红蜂的老板约翰·邓恩是否完全将球队出售给了弗兰克福黄蜂）。这些球员的加盟虽然帮助球队止住了连败，但4胜13负1平的战绩仍然不足以改变黄蜂这一失败的赛季。

#### 1931赛季
1931年，弗兰克福体育场因大火烧毁，弗兰克福黄蜂的情况也变得越来越糟。由于没有足够的资金修复体育场，弗兰克福黄蜂不得不以“巡回球队”的方式开始本赛季。为了吸引球迷，一些媒体开始称他们为“费城黄蜂”，但是收效甚微。黄蜂队的表现糟糕透顶，8场比赛中有7场被零封。在11月8日0-13负于纽约巨人之后，弗兰克福以1胜6负1平的战绩排在倒数第一，球队随之宣布暂停运作。

### 出售与消亡
NFL深知弗兰克福黄蜂这支来自费城的职业橄榄球队的价值，他们花了一年的时间寻找新的股东以重振球市。1933年7月9日，在向NFL支付了2,500美元，并承担了黄蜂队11,000美元的未偿还债务之后，NFL正式授予天普大学猫头鹰美式橄榄球队主教练伯特·贝尔和弗兰克福黄蜂前队员路德·雷“扩张球队”的权利，他们同时也获得了弗兰克福黄蜂的资产。但新的股东希望球队能够有一个新的开始，于是他们拒绝了沿用弗兰克福黄蜂队名及历史的提议，转而采用费城老鹰作为新的球队名称。

## 历史战绩
（注：本表格中仅包含球队在NFL中的战绩。）
| 赛季 | 胜 | 负 | 平 | 胜率 | 排名   | 主教练                                                                          |
| ---- | -- | -- | -- | ---- | ------ | ------------------------------------------------------------------------------- |
| 1924 | 11 | 2  | 1  | .821 | 第3名  | 朋克·贝里曼                                                                     |
| 1925 | 13 | 7  | 0  | .650 | 第6名  | 盖伊·张伯伦                                                                     |
| 1926 | 14 | 1  | 1  | .906 | 第1名  | 盖伊·张伯伦                                                                     |
| 1927 | 6  | 9  | 3  | .417 | 第7名  | 查理·莫兰 (2–5–1) 斯韦德·杨斯特罗姆/查尔斯·罗杰斯/罗斯·道尔蒂/艾德·维尔 (4–4–2) |
| 1928 | 11 | 3  | 2  | .750 | 第2名  | 艾德·维尔                                                                       |
| 1929 | 10 | 4  | 5  | .658 | 第3名  | 布尔·贝曼                                                                       |
| 1930 | 4  | 13 | 1  | .250 | 第9名  | 布尔·贝曼 (2–10–1) 乔治·吉布森 (2–3)                                            |
| 1931 | 1  | 6  | 1  | .188 | 第10名 | 布尔·贝曼                                                                       |